# Corvinus-Preis
Der Corvinus-Preis ist ein Preis des Budapester Europainstituts, benannt nach Matthias Corvinus, und wird seit 1997 vergeben. Empfänger dieses Preises können Wissenschaftler, Künstler oder Politiker sein, die sich speziell für die Annäherung der ungarischen an die europäische Kultur verdient gemacht haben.
Der Preis, der vom Mitbegründer des Europainstituts, dem Liechtensteiner Senator Herbert Batliner, gestiftet wurde, beträgt 30.000 Schweizer Franken und wird auf Vorschlag der Mitglieder des Stiftungsrates alle zwei Jahre vergeben.

## Preisträger
- 1997 – István Szabó, Filmregisseur
- 1999 – Andrei Pleșu, rumänischer Politiker
- 2001 – Paul Lendvai, Journalist
- 2003 – Árpád Göncz, der erste Staatspräsident der Republik Ungarn
- 2005 – Erhard Busek, österreichischer Politiker
- 2007 – Pál Csáky, slowakischer Politiker